# Le Luth
Le Luth est un tableau réalisé par le peintre français Henri Matisse en 1943. De format horizontal, cette huile sur toile représente une femme vêtue d'une robe rose jouant du luth assise à une table couverte de trois vases de fleurs et de plusieurs citrons, dans un intérieur décoré à dominante rouge. L'œuvre est conservée au musée Pola de Hakone, au Japon.